# 李垠澈
李垠澈（韓語：이은철，1967年1月3日—），韩国男子射击运动员。他曾代表韩国参加1984年、1988年、1992年、1996年和2000年夏季奥林匹克运动会射击比赛，其中1992年奥运会获得一枚金牌。